# Santuario Cenáculo de Bellavista
El Santuario Cenáculo de Bellavista es un santuario católico del Movimiento apostólico de Schönstatt en la comuna chilena de La Florida, en Santiago, dedicado a Nuestra Señora de Schoenstatt, considerada como la Mater Ter Admirabilis.Por su tranquilidad y entorno natural, a escasas cuadras de la avenida Vicuña Mackenna, el lugar es ofrecido como un destino turístico de la comuna y como un espacio ecuménico para la meditación y la oración, independientemente del credo de los visitantes.

## Historia
Este santuario tiene un significado especial para la comunidad schoenstattiana, puesto a que el 31 de mayo de 1949, dentro de las celebraciones cristianas de Pentecostés, el padre Josef Kentenich, fundador del movimiento, como parte de una visita canónica, depositó en el altar de la ermita del santuario una carta dirigida al obispo de Tréveris, la sede donde se ubica la localidad de Schönstatt, respondiendo una serie de cuestionamientos que se le habían hecho al movimiento. Este acontecimiento es conocido como el "Tercer Hito" dentro de la agrupación, el cual fue el primero fuera de Europa y el primero en el continente americano del movimiento.
En 1965, los restos mortales de Mario Hiriart fueron trasladados desde Milwaukee, en Estados Unidos, para ser sepultados detrás del Cénaculo de Bellavista.
En enero de 2018, durante la visita del Papa Francisco a Chile, tres individuos ingresaron al templo con el propósito de profanarlo. Durante esta acción, agredieron a un guardia de seguridad y a algunas religiosas presentes en el lugar. Posteriormente, accedieron a la ermita y sustrajeron la corona dorada de la Virgen María, suponiendo erróneamente que estaba hecha de oro. No obstante, esta pieza es en realidad de metal pintado, careciendo de un valor económico significativo, pero poseyendo un alto valor simbólico y espiritual para la comunidad de fieles.
En agosto de 2024, un sistema frontal de lluvias acompañado de ráfagas de viento intensas provocó la caída de un árbol en el santuario, impactando la ermita y causando daños en el techo de la edificación.En ese mismo año y con motivo de la celebración del 75º aniversario de la consagración del santuario, se trasladó desde Alemania una nueva réplica de la Cruz de la Unidad al templo. Esta acción se llevó a cabo debido al robo de la réplica anterior, que data de 1969 y es originaria de Stuttgart, ocurrido en 2023.

## Peregrinación
Para los miembros de la colectividad de Schönstatt y seguidores de la obra del Padre Kentenich, el Santuario de Bellavista representa un lugar de peregrinación a nivel nacional y también latinoamericano, particularmente para las celebraciones que se realizan anualmente cada 31 de mayo con motivo del aniversario del santuario y de la conmemoración del Tercer Hito.